# Mannesmannturm Wien
Der Mannesmannturm Wien (Mannesmann-Turm, auch Messeturm genannt) war ein 1955 von der Firma Mannesmann auf dem Messegelände in Wien errichteter 150 Meter hoher Stahlfachwerkturm mit dreieckigem Querschnitt. Er wurde 1987 abgerissen.
Der Mannesmannturm war ein Geschenk der in Düsseldorf beheimateten Mannesmann AG an die Wiener Messe und wurde unter der Leitung von Josef Fröhlich realisiert. Er war aus nahtlosem Stahlrohr gebaut. Die Herstellung nahtloser Stahlrohre durch Walzen war ein 1885 von Mannesmann entwickeltes Verfahren,  und der Begriff Mannesmannrohr war viele Jahrzehnte ein Synonym für nahtlose Stahlrohre. Ähnliche Türme gab es 1956 bereits in Hannover (1954, 120 m), Düsseldorf (1954, 143 m), Sao Paulo (1954, 100 m) und anderen Städten. In der Nacht war der Turm mit Neonlampen beleuchtet. Ein Eckknotenpunkt war am Fuß extra ausgestellt, um die Verbindung der einzelnen Rohre erkennen zu können.
Wenn Mannesmann in den 1950er und 1960er Jahren auf einer Messe ausstellte, hatte das Unternehmen seinen Stand bei diesem Turm. Er diente dem Mobilfunk und dem nichtöffentlichen mobilen Landfunkdienst, darunter dem Funk des Ärztenotdienstes. Ende der 1950er Jahre wurde daran gedacht, am Turm eine meteorologische Messstelle zu errichten, um Boden-Inversionen zu erfassen, da er gerade über das Niveau der Fabrikschlote hinausragte. Wirklich umgesetzt und von Anfang an mitgeplant wurden meteorologische Messstationen später am Donauturm.
In der Doppelconférence Travnicek und die Wiener Messe, die Helmut Qualtinger und Gerhard Bronner vortrugen, wird der Turm thematisiert. Der (gescheite) Freund will dem (störrischen) Travnicek erklären, warum man die Messe besuchen sollte. Da meint Travnicek: „Schaun Se, wann i an Wirbel haben will, geh i in Wurstelprater. Drängen kann i mi in der Straßenbahn und Besoffene seh i in an jedem Beisl.“ Darauf will ihn der Freund anders ködern: „Ja, aber da sehn sie nicht diesen hohen Mannesmann-Turm.“ Worauf Travnicek antwortet: „Was fang' i mit ein Turm an, wo net amal a Kaffeehaus drin ist?“ „Allein der Anblick, Travnicek, lohnt.“ „Anblick […] Schaut aus wie der Sender Bisamberg, nur kann er net senden.“ „Halten sie das für einen Nachteil, Travnicek?“ „Das wieder nicht.“ Erstmals ausgestrahlt wurde die Sendung wahrscheinlich am 2. März 1959, als der ein Kaffeehaus (im Drehrestaurant) beinhaltende Donauturm noch nicht einmal angedacht war.
In Anlehnung an das jahrelange Wahrzeichen der Wiener Messe wurden im Jänner 2004 der von Gustav Peichl entworfene Messeturm und die anderen Gebäude des neuen Messezentrums eröffnet. Das neue Bauwerk ist ein 26 Meter hohes rundes Gebäude mit Glasfassade und einem 70 Meter hohen aufgesetzten Stahlturm, der ein Gewicht von 72 Tonnen hat. Er ist das neue Markenzeichen der Wiener Messe.